# Эрнандес, Тео
Тео́ Берна́р Франсуа́ Эрна́ндес (фр. Theo Bernard François Hernández; род. 6 октября 1997, Марсель) — французский футболист, левый защитник саудовского клуба «Аль-Хиляль» и сборной Франции. Серебряный призёр чемпионата мира 2022. Бронзовый призёр чемпионата Европы 2024.
Сын футболиста Жана-Франсуа Эрнандеса. Младший брат футболиста Лукаса Эрнандеса.

## Клубная карьера

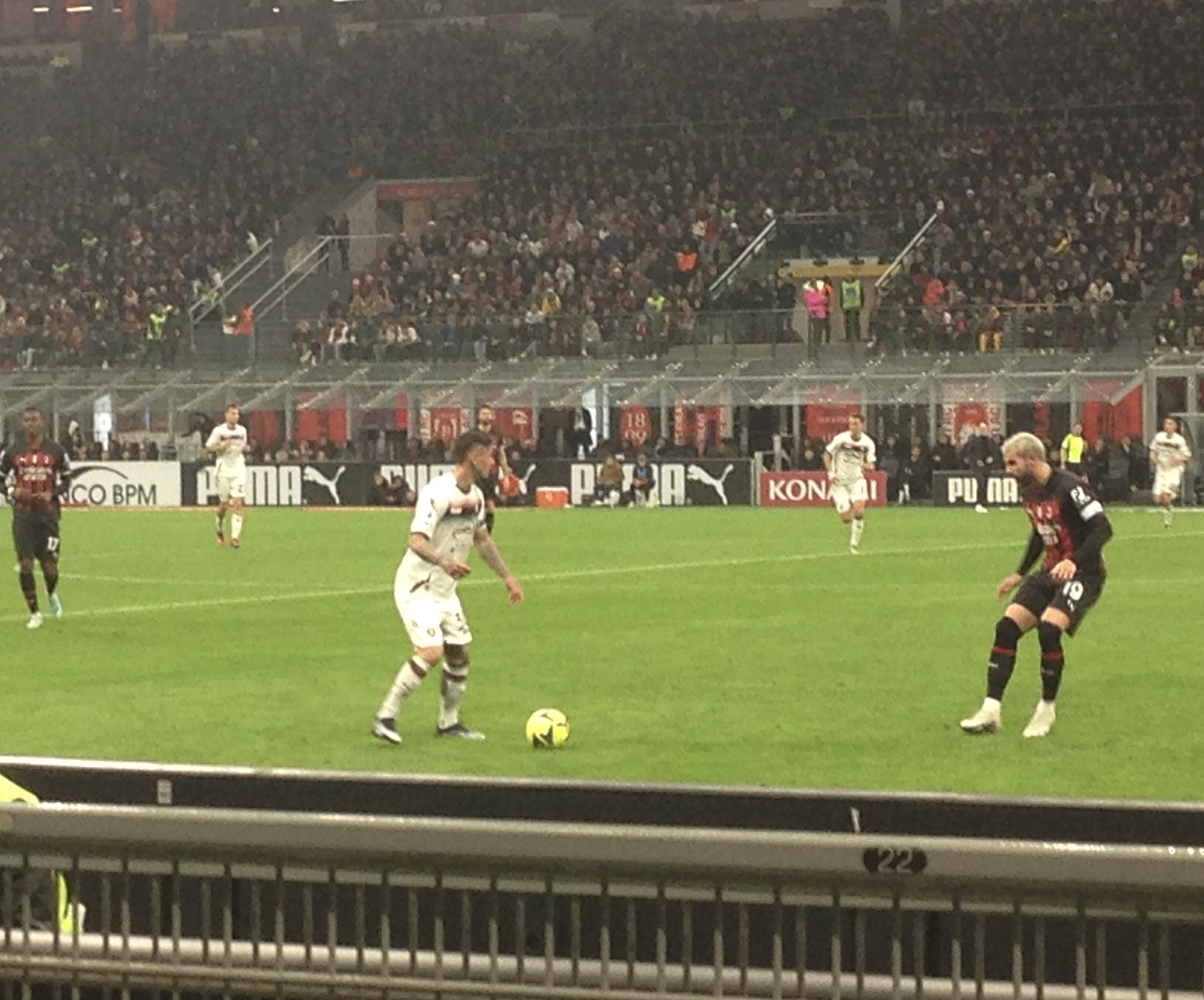
Эрнандес против Паскуале Маццокки в матче «Милана» и «Салернитаны»

Эрнандес родился в Марселе, в 2007 году в возрасте 9 лет начал заниматься футболом в академии футбольного клуба «Атлетико Мадрид», за который играл его отец. В 2015 году он был переведён во вторую команду клуба. 5 февраля 2016 года Эрнандес впервые попал в заявку основной команды на матч чемпионата Испании против «Эйбара», однако на поле так и не вышел.
4 августа 2016 года Тео продлил контракт с «Атлетико» и отправился в аренду на один год в «Алавес». Его дебют за новый клуб в Примере состоялся 28 августа 2016 года в матче против «Спортинга». 7 мая 2017 года Эрнандес забил первый мяч в карьере, принеся победу «Алавесу» над «Атлетик Бильбао». В составе баскского клуба Тео дошёл до финала Кубка Испании, где он забил единственный гол в ворота «Барселоны».
5 июля 2017 года было объявлено о переходе Эрнандеса в «Реал Мадрид», который подписал с игроком контракт на шесть лет. Отступные за Эрнандеса в контракте с «Атлетико» составляли 24 миллиона евро, однако «Реал Мадрид» с целью снижения напряжения между клубами заплатил за него 26 миллионов евро в четыре транша. 10 июля Тео был официально представлен в качестве игрока «Реала».
8 августа 2017 года выиграл свой первый трофей в составе «Реала» — Суперкубок УЕФА. Тео провёл этот поединок на скамейке запасных, но получил медаль как победитель турнира.
17 августа 2017 года состоялся дебют Тео в официальном матче за «Реал Мадрид». Он вышел на поле на 75-й минуте, заменив Асенсио, а также выиграл свой второй трофей в качестве игрока «Реала» за короткий срок.
10 августа 2018 года был отдан в годичную аренду в баскский клуб «Реал Сосьедад».
7 июля 2019 года перешёл в «Милан» за 20 миллионов евро, подписав контракт на 5 лет. Эрнандес официально дебютировал за клуб 21 сентября 2019 года, сыграв 18 минут в матче против миланского «Интера». Он забил свой первый гол за «россонери» 5 октября в матче против «Дженоа». Дебютный сезон в Италии для француза выдался весьма успешным, он отыграл в 33 матчах, забил 6 голов и отдал 3 голевые передачи.
В течение следующих двух сезонов Эрнандес стал одним из ключевых футболистов в составе «Милана». Визитной карточкой француза стало активное подключение к атакам, вследствие чего он продолжал отмечаться результативными действиями. 13 декабря 2020 года, Тео отметился дублем в матче против «Пармы» и помог команде уйти от поражения.
11 февраля 2022 года руководство «Милана» объявило о продлении контракта с Тео Эрнандесом до 2026 года. По итогам сезона 2021/22 стал чемпионом Италии. Гол Тео в ворота «Аталанты» (5 мая 2022 года, «Сан-Сиро») который француз забил после сольного прохода, признали лучшим голом сезона 2021/22.
10 июля 2025 года перешёл в «Аль-Хиляль».

## Карьера в сборной
Тео выступал за различные юношеские и молодёжные сборные Франции.
26 августа 2021 года главный тренер сборной Франции Дидье Дешам впервые вызвал Эрнандеса для участия в матчах отборочного турнира к чемпионату мира 2022 года против сборных Боснии и Герцеговины, Украины и Финляндии. 7 сентября 2021 года дебютировал в сборной Франции в домашнем матче против Финляндии, выйдя в стартовом составе 7 октября забил первый гол за сборную в матче полуфинала лиги наций в ворота сборной Бельгии.
В составе сборной стал победителем Лиги наций УЕФА сезона 2020/21.
На чемпионате мира 2022 года в Катаре заменил в основном составе своего брата Лукаса, который получил травму в первом матче турнира. В полуфинале против сборной Марокко Тео открыл счёт в начале матча, этот гол стал победным (2:0).

## Личная жизнь
Тео — сын футболиста Жана-Франсуа Эрнандеса (род. 1969). В 2022 году французская газета L’Équipe обнаружила, что Жан-Франсуа, пропавший в 2004 году, живёт в Таиланде и, как утверждается, был законно лишён возможности видеть своих детей бывшей женой. Его брат — Лукас (род. 1996), также является футболистом и выступает за «Пари Сен-Жермен» и сборную Франции.
С июня 2020 года состоит в отношениях с итальянской моделью Зои Кристофоли. 8 апреля 2022 года у пары родился сын Тео-младший.

## Достижения
«Реал Мадрид»
- Обладатель Суперкубка УЕФА: 2017
- Обладатель Суперкубка Испании: 2017
- Победитель Клубного чемпионата мира: 2017
- Победитель Лиги чемпионов УЕФА: 2017/18

«Милан»
- Чемпион Италии: 2021/22
- Обладатель Суперкубка Италии: 2024

Сборная Франции
- Победитель Лиги наций УЕФА: 2020/21
- Вице-чемпион мира: 2022
- Бронзовый призёр Лиги наций УЕФА: 2024/25

## Статистика выступлений

### Клубная
| Выступление      | Выступление      | Выступление      | Лига | Лига | Кубки | Кубки | Еврокубки | Еврокубки | Итого | Итого |
| Клуб             | Лига             | Сезон            | Игры | Голы | Игры  | Голы  | Игры      | Голы      | Игры  | Голы  |
| ---------------- | ---------------- | ---------------- | ---- | ---- | ----- | ----- | --------- | --------- | ----- | ----- |
| Алавес           | Ла Лига          | 2016/17          | 32   | 1    | 6     | 1     | 0         | 0         | 38    | 2     |
| Алавес           | Итого            | Итого            | 32   | 1    | 6     | 1     | 0         | 0         | 38    | 2     |
| Реал Мадрид      | Ла Лига          | 2017/18          | 13   | 0    | 7     | 0     | 3         | 0         | 23    | 0     |
| Реал Мадрид      | Итого            | Итого            | 13   | 0    | 7     | 0     | 3         | 0         | 23    | 0     |
| Реал Сосьедад    | Ла Лига          | 2018/19          | 24   | 1    | 4     | 0     | 0         | 0         | 28    | 1     |
| Реал Сосьедад    | Итого            | Итого            | 24   | 1    | 4     | 0     | 0         | 0         | 28    | 1     |
| Милан            | Серия A          | 2019/20          | 33   | 6    | 3     | 1     | 0         | 0         | 36    | 7     |
| Милан            | Серия A          | 2020/21          | 33   | 7    | 2     | 0     | 10        | 1         | 45    | 8     |
| Милан            | Серия A          | 2021/22          | 32   | 5    | 4     | 0     | 5         | 0         | 41    | 5     |
| Милан            | Серия A          | 2022/23          | 32   | 4    | 2     | 0     | 11        | 0         | 45    | 4     |
| Милан            | Серия A          | 2023/24          | 32   | 5    | 2     | 0     | 12        | 0         | 46    | 5     |
| Милан            | Серия A          | 2024/25          | 33   | 4    | 6     | 1     | 10        | 0         | 49    | 5     |
| Милан            | Итого            | Итого            | 195  | 31   | 19    | 2     | 48        | 1         | 262   | 34    |
| Всего за карьеру | Всего за карьеру | Всего за карьеру | 264  | 33   | 36    | 3     | 51        | 1         | 351   | 37    |

### Карьера в сборной
| Сборная | Год   | Игры | Голы |
| ------- | ----- | ---- | ---- |
| Франция | 2021  | 4    | 1    |
| Франция | 2022  | 9    | 1    |
| Франция | 2023  | 10   | 0    |
| Франция | 2024  | 13   | 0    |
| Всего   | Всего | 36   | 2    |